# Haakhangmatspin
De haakhangmatspin (Drepanotylus uncatus) is een spinnensoort in de taxonomische indeling van de hangmatspinnen (Linyphiidae).
Het dier komt uit het geslacht Drepanotylus. De haakhangmatspin werd in 1873 beschreven door Octavius Pickard-Cambridge.